# Tumbura
Tumbura (parfois Tambura ou Tamboura) est une ville du Soudan du Sud, dans l'État d'Équatoria-Occidental, à environ une vingtaine de kilomètres de la frontière avec la République centrafricaine.